# Praia Maho
A praia Maho ou Maho Beach é uma praia situada em São Martinho nas Pequenas Antilhas. Junto à praia situa-se o Aeroporto Internacional Princesa Juliana, sendo particularmente famosa em decorrência da proximidade entre sua faixa de areia e a pista do aeroporto.
Devido à proximidade única deste local em relação às aeronaves que decolam e pousam no aeroporto Internacional Princesa Juliana, esta praia é muito procurada pelos entusiastas de aviação, que podem observar os aviões voando baixo, passando a poucos metros de altura em relação ao solo. A observação das aeronaves é uma atividade tão popular entre os turistas que os horários de chegada e saída dos voos estão fixados em placas na maioria dos bares existentes no entorno da praia, havendo até mesmo restaurantes que retransmitem as fonias aéreas em seu sistema de som.
Por conta desses aspectos, a Maho é considerada uma das praias mais conhecidas do mundo.

## Características
Esta praia é mundialmente famosa em decorrência de sua localização, estando a poucos metros da cabeceira do aeroporto Internacional Princesa Juliana, que serve à ilha neerlandesa de São Martinho. Devido à proximidade com a pista, turistas procuram o local para observarem as operações das aeronaves a poucas distâncias, sendo possível sentirem o impacto do deslocamento de ar causado pelos motores à jato no momento em que são configurados para atingirem a potência necessária para iniciar o processo de decolagem.
Essa proximidade com a pista também faz com que, durante o processo de aterrissagem, os enormes aviões das companhias aéreas que ali operam cruzem a praia em altitudes bastante reduzidas, permitindo o registro de imagens em condições sem similares, atraindo inúmeros entusiastas de aviação ao local.

### Clima

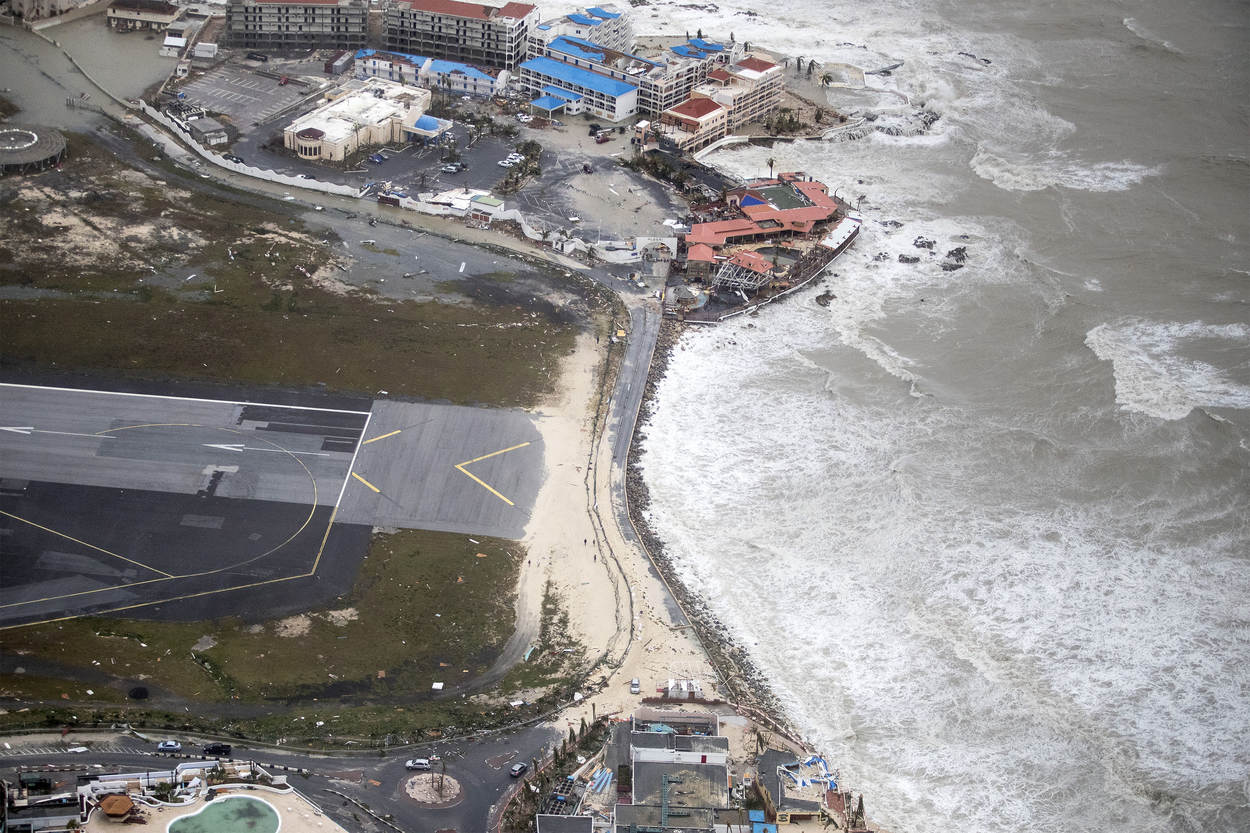
Fotografia aérea mostrando a destruição causada pelo furacão Irma na praia Maho em 2017

A praia Maho está localizada em uma área bastante suscetível à ocorrência de ciclones tropicais. Em 2008 clubes noturnos instalados no entorno da praia foram severamente danificados pela ação dos ventos decorrentes da passagem do furacão Omar. Devido à intensa erosão marinha relacionada às grandes ondas provocadas pela tempestade, a maior parte da faixa de areia desta praia foi removida, restando apenas rochas no local.
Contudo, o  evento mais catastrófico registrado no local se deu durante à passagem do furacão Irma em 6 de setembro de 2017. Nesta ocasião, os intensos ventos da tempestade, classificada como um furacão de categoria 5, destruíram diversas instalações, como bares, clubes e hotéis no entorno da praia, afetando intensamente o turismo local. Dois anos após a ocorrência, todas as estruturas afetadas foram reconstruídas de modo  a possibilitar o retorno dos turistas à esta praia.

## Controvérsias
A operação das aeronaves tem sido apontada como causadora de impactos ambientais nesta praia, uma vez que sua areia é constantemente soprada pelos ventos gerados pelas lâminas rotativas dos potentes motores a jato, intensificando a erosão e  impedindo a fixação de vegetação.

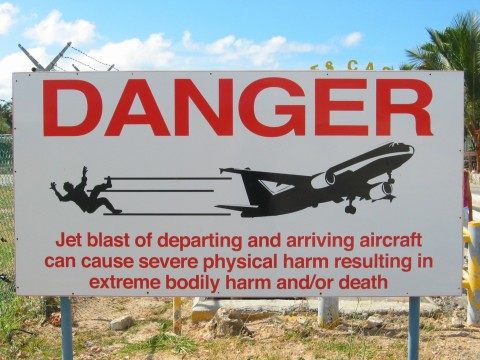
Placa instalada na praia Maho para alertar os turistas em relação ao risco decorrente da presença de aeronaves operando nas proximidades.

Diversas placas foram instaladas nas proximidades dos locais mais perigosos da praia, com o objetivo de alertar os turistas à respeito dos os riscos relacionados a estarem tão próximos das aeronaves em plena operação e os respectivos deslocamentos de ar gerados pelos seus motores. Entretanto, tais avisos são ignorados por grande parte dos frequentadores do local, os quais costumam-se agarrar às cercas para sentir diretamente em seus corpos a força dos ventos advindos dos motores das aeronaves, o que faz com que muitos deles sejam atirados ao chão.
No dia 12 de julho de 2017 uma turista neozelandesa de 57 anos morreu na praia de Maho após ser atingida por uma forte rajada de vento advinda do motor de um avião.  Ela estava próxima a uma cerca que permite a observação de pousos e decolagens quando foi derrubada pelo vento decorrente dos motores de um Boeing 737 que executava decolagem para realizar o voo 457 da Caribbean Airlines. O deslocamento de ar gerado pela aeronave foi forte o suficiente para arremessá-la contra uma parede de concreto, causando ferimentos fatais. Após esta ocorrência a operadora do aeroporto efetuou mudanças no procedimento de movimentação das aeronaves, com o objetivo de minimizar o risco aos turistas que eventualmente estejam na praia.